# Liste der denkmalgeschützten Objekte in Hirm
Die Liste der denkmalgeschützten Objekte in Hirm enthält die 2 denkmalgeschützten, unbeweglichen Objekte der Gemeinde Hirm.

## Denkmäler
| Foto |                 | Denkmal                                                        | Standort                                  | Beschreibung | Metadaten |
| ---- | --------------- | -------------------------------------------------------------- | ----------------------------------------- | --- | --- |
| ja   | Datei hochladen | Kath. Filialkirche hl. Rochus HERIS-ID: 23246 Objekt-ID: 19597 | Hauptplatz 9, gegenüber Standort KG: Hirm | Die neogotische Filialkirche mit einem zweijochigen Schiff und einem spitzen Ostturm wurde 1898 erbaut.                                       | BDA-Hist.: Q27252913 Status: § 2a Stand der BDA-Liste: 2025-06-30 Name: Kath. Filialkirche hl. Rochus GstNr.: 65 Filialkirche hl. Rochus (Hirm) |
| ja   | Datei hochladen | Villa HERIS-ID: 23247seit 2022                                 | Villagasse 1 Standort KG: Hirm            | Die Direktorenvilla der Rothermann’schen Zuckerfabrik wurde 1909/10 erbaut. Sie ist zweigeschoßig und in den Formen des Heimatstils gehalten. | BDA-Hist.: Q112898413 Status: Bescheid Stand der BDA-Liste: 2025-06-30 Name: Villa GstNr.: 716/2                                                |